# Rur (flod)
 Ikke at forveksle med Ruhr.
51°11′52″N 5°58′52″Ø / 51.19778°N 5.98111°Ø
Floden Rur (tysk). Roer (fransk) (nederlandsk/hollandsk) er en flod, der gennemløber Belgien, Tyskland og Holland. Det er en biflod til floden Meuse. I omkring 90 % af dens længde løber den i Tyskland.

## Geografi
Rur har sit udspring i Hautes Fagnes/Hohes Venn National Park i nærheden af det 696 m høje Signal de Botrange i Belgien i en højde af 660 m. Syd for Monschau flyder den ind i Tyskland gennem Nordrhein-Westfalen. Den løber gennem den nordlige del af Eifel bjergene.
Efter 39 km når den Rurstausee, den næststørste kunstige sø i Tyskland. Efter ca. 160 km flyder den ind i Holland og efter 170 km flyder den ud i floden Meuse i byen Roermond.
Større bifloder til floden Rur er Inde og Wurm. Byerne langs Rur er Monschau, Heimbach, Nideggen, Düren, Jülich, Linnich, Hückelhoven, Heinsberg (alle i Tyskland) og Roermond (Holland).

## Bifloder
- Ellebach
- Inde
- Kall
- Malefinkbach
- Merzbach
- Wurm
- Olef
- Urft

## Historie
Rur udgjorde en vigtig front under det allierede fremstød mod Tyskland i slutningen af den 2. Verdenskrig. Mellem den 16. december 1944 og 23. februar 1945 var den Amerikanske 9. Arme ude af stand til at forcere floden fordi tyske tropper havde kontrollen over dæmninger nær flodens kilder i den stærkt skovklædte region Hohes Venn.  Det betød at tyske tropper om nødvendigt kunne sprænge dæmningerne og skylle det allierede angreb bort. Samtidig gennemførte tyskerne Ardenneroffensiven, hvilket betød at yderligere fremstød ville efterlade de allierede styrker udsatte for angreb i flankerne. Til sidst blev det tyske fremstød stoppet og tyske ingeniørtropper, som var under pres fra luft- og artilleribombardementer, sprængte dæmningerne. Da vandstanden begyndte at falde krydsede allierede tropper Rur på flåder tidligt om morgenen den 23. februar 1945 som led i Operation Grenade.
Fra 1795 til 1815 hvor Belgien, Holland og en del af Tyskland var indlemmet i Frankrig var der et département, som var opkaldt efter floden Rur, se Roer (département).
Fra Heimbach til Linnich ligger sporene fra Rurtalbahn langs floden.

## Eksterne kilder
- Roercrossing of the 102. Infantry Division 1944/45 documents and photos